# Feltiella curtistylus
Feltiella curtistylus är en tvåvingeart som beskrevs av Gagne 1984. Feltiella curtistylus ingår i släktet Feltiella och familjen gallmyggor. Inga underarter finns listade i Catalogue of Life.